# Mieczysław Mierzejewski

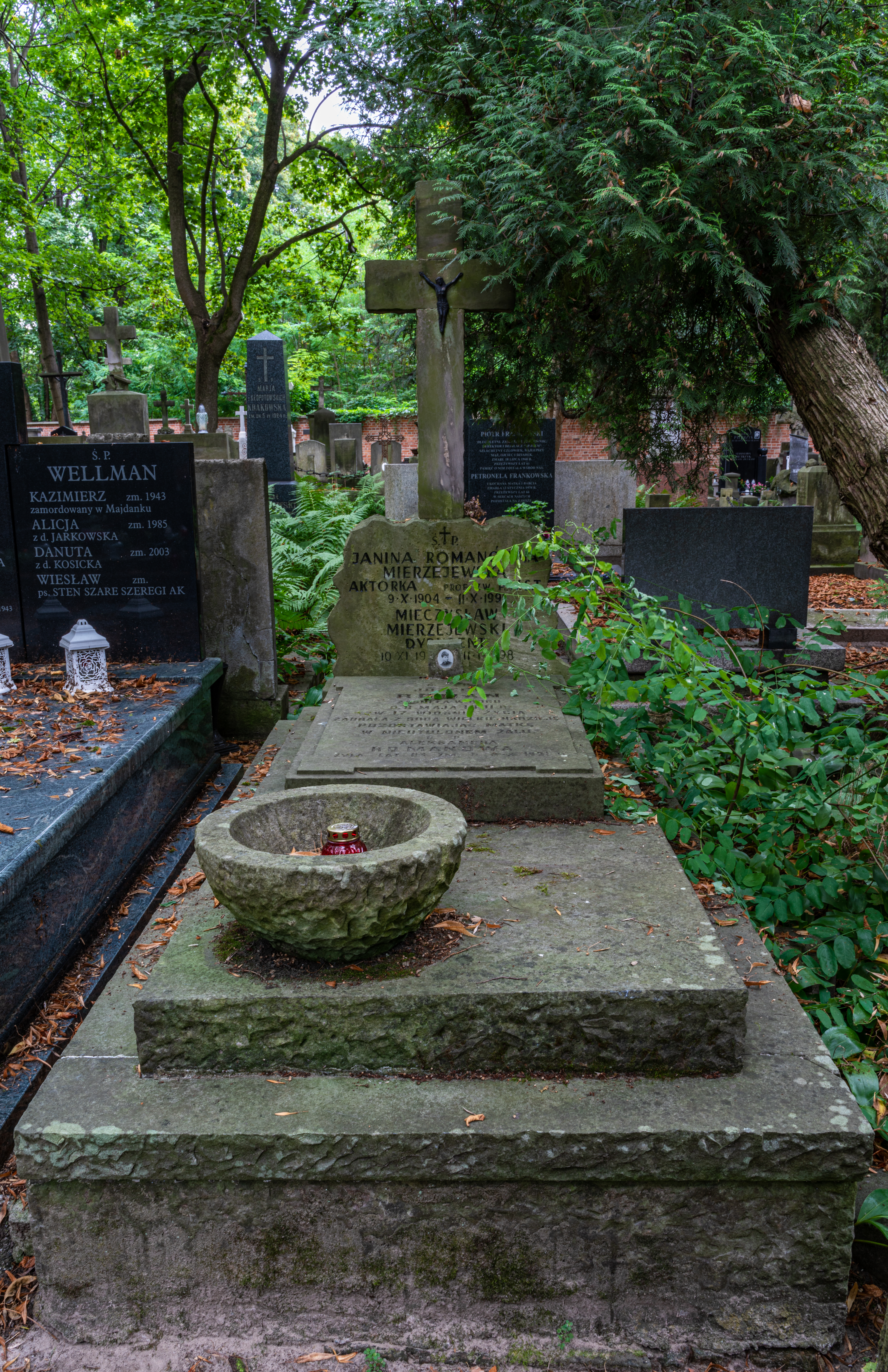
Nagrobek Mieczysława Mierzejewskiego na cmentarzu Powązkowskim w Warszawie

Mieczysław Mierzejewski (ur. 10 listopada 1905 w Poznaniu, zm. 11 stycznia 1998 w Warszawie) – polski dyrygent i kompozytor.

## Życiorys
W latach 1921–1927 kształcił się w konserwatorium w Poznaniu u Bohdana Zalewskiego (fortepian) i Władysława Raczkowskiego (organy i teoria muzyki), a w latach 1927–1928 w konserwatorium w Warszawie (kompozycja u Kazimierza Sikorskiego, dyrygentura u Grzegorza Fitelberga i Emila Młynarskiego). W 1926 podjął pracę dyrygencką w Poznaniu. Prowadził chóry amatorskie (Koło Śpiewackie im. Stanisława Moniuszki i Chór Pocztowców), a także przedstawienia operetkowe w Teatrze Wielkim w Poznaniu (operetki „Księżniczka dolara” Leo Falla i „Farinelli” Hermanna Zumpego, 1929) i operowe w Teatrze Wielkim w Warszawie („Konrad Wallenrod” Żeleńskiego, 1930). W latach 1930–1932 kontynuował studia w Hochschule für Musik w Berlinie (dyrygentura u Juliusa Prüwera, teoria u Paula Hörfera, fortepian u B. Elsnera), a także w Wiedniu i Paryżu. 
W 1932 r. Piotr Stermich-Valcrociata zaangażował go do Studia Operowego przy nowo utworzonym w Warszawie Towarzystwie Opery Narodowej. Mierzejewski pracował tam do 1934 r. i wspólnie z adeptami studia przygotował m.in. „Uprowadzenie z seraju” Wolfganga A. Mozarta. Równocześnie występował na koncertach filharmonicznych w Warszawie zyskując nawet u surowych krytyków, jak Piotr Rytel, wysokie oceny za „wręcz doskonałe interpretacje” („Gazeta Warszawska” z 9 stycznia 1934).
Począwszy od sezonu 1933/1934 był dyrygentem w Teatrze Wielkim w Warszawie, gdzie dyrygował m.in. „Faustem” Gounoda (1933), „Halką” i „Strasznym dworem” Moniuszki (1934 i 1936). Od 1936 był drugim dyrygentem Orkiestry Symfonicznej Polskiego Radia, z którą wykonał po raz pierwszy w Polsce m.in. utwory Aleksandra Tansmana (1936). Dyrygował też koncertami w filharmonii w Warszawie, m.in. z udziałem Jana Hofmana (1938) i Nikołaja Orłowa (1939). W 1937 dwukrotnie prowadził wykonanie „Stabat Mater” Karola Szymanowskiego w Warszawie (24 marca i 7 kwietnia na nabożeństwie żałobnym po zgonie kompozytora), zaś podczas międzynarodowej wystawy sztuki i techniki w Paryżu przedstawieniem baletowym z udziałem Polskiego Baletu Reprezentacyjnego i Orkiestry Symfonicznej Polskiego Radia, na którym wykonano utwory Chopina, „Legendę czyli baśń krakowska” Michała Kondrackiego i „Pieśń o ziemi” Romana Palestra. Z Polskim Baletem Reprezentacyjnym występował następnie w Anglii i Niemczech, Warszawie (1938), na Festiwalu Wawelskim w Krakowie (1938) i ponownie w Warszawie (1939) podczas XVII Festiwalu Międzynarodowego Towarzystwa Muzyki Współczesnej („Harnasie” Szymanowskiego). 
1 września 1945 w Krakowie podczas Festiwalu Polskiej Muzyki Współczesnej dyrygował Orkiestrą Filharmonii Krakowskiej prawykonującej Uwerturę skomponowaną w 1943 przez Grażynę Bacewicz. W latach 1945–1946 był kierownikiem muzycznym Teatru Wojska Polskiego w Łodzi, a w latach 1946–1947 dyrygentem Opery Śląskiej w Bytomiu, gdzie przygotował premiery „Strasznego dworu” Moniuszki (1946), „Cyganerii” Pucciniego (1946) i „Aidy” Verdiego (1947). Od 1947 do 1950 r. współpracował z filharmonią w Warszawie. W latach 1949–1972 był dyrygentem opery w Warszawie. Prowadził uroczysty koncert na otwarcie gmachu Teatru Wielkiego (19 listopada 1965), a w serii 4 premier inaugurujących działalność przedstawił „Króla Rogera” Szymanowskiego.
Był dyrygentem wszechstronnym. Z wysoką oceną spotkały się jego realizacje dzieł scenicznych, m.in. „Halki” w inscenizacji Leona Schillera (1951), „Fausta” Gounoda (1956), „Carmen” Bizeta (1957), „Don Carlosa” Verdiego (1964), spektaklu baletowego z muzyką Szymanowskiego („Mandragora”, „Nokturn i Tarantela” oraz „Harnasie”, 1966), a także przedstawienia operowe zrealizowane za granicą: „Król Roger” Szymanowskiego (Palermo, 1949) i „Halka” Moniuszki (Staatsoper w Berlinie 1953, Göteborg 1955, Tuluza 1957). W repertuarze koncertowym w szerokim zakresie uwzględniał muzykę polską (Ignacy Jan Paderewski, Karol Szymanowski, Roman Palester, Andrzej Panufnik, Aleksander Tansman, Piotr Perkowski).
W latach powojennych komponował muzykę do filmów:
- Łopuszna. Ziemia nieznana (film dokumentalny w reż. Tadeusza Makarczyńskiego, 1946)[2]
- Wieliczka (film dokumentalny w reż. Jarosława Brzozowskiego, 1946)[2]
- Paweł i Gaweł (film animowany zrealizowany przez Ryszarda Potockiego, 1947)[3]
- Ziemia Lubuska (film dokumentalny w reż. Natalii Brzozowskiej, 1947)[2]
- Nawrócony (film krótkometrażowy w reż. Jerzego Zarzyckiego, 1947)[2]
- Kwitną jabłonie... (film dokumentalny w reż. Jarosława Brzozowskiego, 1948)[2]
- Stalowe serca (reż. Stanisław Januszewski, 1948)[2]

Ponadto jest kompozytorem znanych piosenek z repertuaru Mieczysława Fogga: „Ja mam czas ja poczekam” (sł. Emanuel Szlechter), „Niebieskie róże” (sł. Kora Jaroszowa).
Jego żoną była aktorka Janina Romanówna.
Zmarł w Warszawie, pochowany na cmentarzu Powązkowskim (kwatera 183-6-18).

## Ordery i odznaczenia
- Krzyż Komandorski Orderu Odrodzenia Polski (18 kwietnia 1956)[7][8]
- Krzyż Oficerski Orderu Odrodzenia Polski (15 lipca 1954)[9]
- Medal 10-lecia Polski Ludowej (19 stycznia 1955)[10]

## Nagrody
- Nagroda Państwowa III stopnia za wybitną działalność dyrygencką w kraju i za granicą, a w szczególności za wykonanie oper: Moniuszki „Hrabina”, „Straszny Dwór” oraz Szymanowskiego „Król Roger” (1952)[11]
- Nagroda miasta Warszawy (1958)